# Søren Koch
Søren Koch (6. december 1932 – 28. november 2012) var en dansk arkitekt og lektor.
Han var søn af arkitekt, professor Mogens Koch og væverske Ea Koch, gik i folkeskole på Rødkilde Skole, blev student fra Skt. Jørgens Gymnasium og tog afgang som arkitekt fra Kunstakademiets Arkitektskole i 1957. Han var senere lærer på skolen i en årrække og underviste på amerikanske arkitekt- og designskoler i Californien (University of California, Berkeley) og i Rhode Island (Rhode Island School of Design), hvor han i 1963 mødte sin tilkommende hustru Jo Ann Lipson (født 1941), som han ægtede 1. januar 1965.
1971 blev han lektor ved Institut for Husbygning på Danmarks Tekniske Højskole, hvilket han var til 1997. Koch var medlem af Det Kongelige Akademi for de Skønne Kunster, af Akademiraadet, af Statens Bygningsplejeråd samt af bestyrelsen for Thorvaldsens Museum (1997 til 2004).
Han udgav forskellige artikler og bøger, fx Rids af plankespærkonstruktionernes historie (1993).
Søren Koch designede bl.a. en karmstol, der blev produceret af firmaet Fritz Hansen.
Han døde i 2012 på et hospice af lungekræft.

## Udvalgt bibliografi
- Søren Koch (1984), Fagudtryk fra det traditionelle byggeri, Kongens Lyngby: Danmarks Tekniske Universitet, Wikidata  Q81272510